# بورووسکو (استان کرجالی)
بورووسکو (به بلغاری: Borovsko) یک منطقهٔ مسکونی در بلغارستان است که در شهرستان چرنوچن واقع شده‌است.
 بورووسکو ۴٫۰۲۱ کیلومتر مربع مساحت و ۱۹ نفر جمعیت دارد.